# Acanthomuricea silpa
Acanthomuricea silpa is een zachte koraalsoort uit de familie Plexauridae. De koraalsoort komt uit het geslacht Acanthomuricea. Acanthomuricea silpa werd in 2000 voor het eerst wetenschappelijk beschreven door Grasshoff. 